# Besvär
|  | Wiktionary har en ordboksartikel om besvär. |

Besvär (tyska beschwerde, av schwer, tung; alltså egentligen tyngd, olägenhet, möda, klagomål) är en juridisk term som historiskt har använts om vissa typer av överklagande.

## Riksdagen
I Sverige hade under ståndstiden riksstånden, vart för sig eller i förening med de andra, rätt att inför regeringen framställa klagomål och önskningar. Härigenom erhöll riksdagen ett slags motionsrätt, redan innan den formellt infördes under frihetstiden. Dessa framställningar, som kallades besvär, innehöll vanligen klagomål över tyngden av vissa skatter eller utlagor, över alltför stor stränghet vid utskrivningarna, över intrång i givna privilegier eller (från de ofrälse ståndens sida) över alltför stor utsträckning eller missbruk av frälseståndets privilegier. Under frihetstiden avgjordes besvären av riksdagen även om de formellt inlämnades till Kungl. Maj:t. Besvären behandlades därvid i den allmänna besvärsdeputationen, ett av riksdagens utskott.
I allmänhet gavs svaren i form av kungliga resolutioner.  Ett minne av dessa besvär återfinns i namnet på det genom 1866 års riksdagsordning upphävda Allmänna besvärs- och ekonomiutskottet. Till detta hänvisades nämligen de önskningar, som riksdagen enligt  1809 års regeringsform ännu fick lämna in för att lämna synpunkter på den ekonomiska lagstiftningen, där kungen ensam fattade besluten.
I andra parlaments traditioner kallades motsvarigheten för petition.

## Historisk betydelse
Besvär kallas idag för överklagande. (En annan term som idag kallas överklagande är vad). Den gamla termen finns inte kvar i nya svenska lagtexter, men den lever kvar äldre lagar och i vissa begrepp såsom kommunalbesvär, besvärsrätt (rätt att överklaga) och besvärshänvisning (instruktion för överklagande). I Finland är ordet besvär fortfarande vanligt.
Inom förvaltningen innebar besvär ett överklagande av en förvaltande myndighets åtgärder eller beslut. I Sverige var regeln, att besvär över lägre förvaltningsmyndigheters beslut gick till högre myndigheter och i allmänhet i sista hand till Regeringsrätten och före dennas tillkomst till Kungl. Maj:t i statsrådet. 
I tvistemål var förr besvär ett rättsmedel, varigenom klagan fördes från underrätt tingsrätt (tidigare häradssrätt och rådhusrätt) till hovrätt. Besvär användes dels för beslut som underrätt meddelade under rättegången om de enligt lag fick överklagas, dels över slutligt beslut i ansökningsärenden, dels med vissa undantag över underrättens slutliga utslag i vissa tvistemål. 
Om någon dömdes ohörd i underrätt kunde man överklaga genom besvär. Besvär användes också om någon som inte var part i målet led skada genom domstolens beslut. Den som ville överklaga hovrättens beslut i överklagat ärende till konungen (högsta domstolen) använde också besvär.
I brottmål utgjorde besvär rättsmedlet för att överklaga underrätts eller hovrätts huvudsakliga utslag.